# Blake Dunlop
Blake Robert Dunlop (Hamilton, Ontario, 1953. április 18. –) kanadai profi jégkorongozó.

## Pályafutása
Komolyabb junior karrierjét az Ontario Hockey League-es Ottawa 67’sben kezdte 1969–1970-ben és 1973-ig játszott ebben a csapatban. Az utolsó idényében 62 mérkőzésen 159 pontot szerzett. Az 1973-as NHL-amatőr drafton a Minnesota North Stars választotta ki a második kör 18. helyén valamit az 1973-as WHA-amatőr drafton a New England Whalers választotta ki az első kör 12. helyén. 1973–1974-ben kezdte meg felnőtt karrierjét az American Hockey League-es New Haven Nighthawksba majd 12 mérkőzésen a Minnesota North Starsban. A következő szezonban már 52 mérkőzést játszhatott a North Starsban. 1975–1976-ban szerepelt a New Haven Nighthawks és a North Starsban de összen csak 33 mérkőzésen. A következő idényben 76 mérkőzést játszott az AHL-ben és csak hármat az NHL-ben. 1977–1978-ban jégre lépett hat mérkőzésen a CHL-es Fort Worth Texansban, 62-n az AHL-es Maine Marinersben és három mérkőzést játszhatott az National Hockey League-es Philadelphia Flyersben. A következő bajnok idényben tagja volt a Maine Mariners és a Flyers keretének. 1979–1983 között a St. Louis Blues csapatában szerepelt. Legjobb idényében 87 pontot szerzett. 1983 végétől 1984-ig a Detroit Red Wingsben játszott.

## Díjai
- Eddie Powers-emlékkupa: 1973
- OMJHL Második All-Star Csapat: 1973
- AHL Első All-Star Csapat: 1978
- Fred T. Hunt-emlékdíj: 1978
- Les Cunningham-díj: 1978
- Calder-kupa: 1978
- Bill Masterton-emlékkupa: 1981